# Кудіані
Кудіані — в нижчій міфології грузин — злі відьми.
Згідно з народними уявленнями, кудіані були потворні і горбаті. У них були великі зуби або ікла, кошлате волосся, що спускається до землі, і груди, перекинуті через плечі. Вважалося, що вони могли набувати будь-який вигляд і зачаровувати людей.
За переказами, жили кудіані в темних печерах, а їздили на кішках, півнях, вовках та інших тваринах або користувалися для пересування різними предметами домашнього вжитку — глечиком, давильним чаном, мітлою і тому подібним.
За покликом своєї ватажка Рокапі кудіані збиралися на горі Табакона.